# پالگونسان (جئولای شمالی)
پالگونسان (به لاتین: Palgongsan) یک کوه در کره جنوبی است که در استان جئولا شمالی واقع شده‌است. پالگونسان ۱٬۱۵۱ متر بالاتر از سطح دریا واقع شده‌است.